# Helle Wespendickkopffliege
Die Helle Wespendickkopffliege (Conops ceriaeformis) ist eine Art aus der Familie der Blasenkopffliegen (Conopidae).

## Merkmale
Die Fliegen erreichen eine Körperlänge von 10 bis 13 Millimetern. Ihr Gesicht ist gelb und hat einen bräunlichen Kiel. Die Stirn ist komplett schwarz gefärbt. Die Fühler sind sehr lang und ebenso schwarz, jedoch ist ihr erstes Glied an der Unterseite gelb. Der Saugrüssel hat eine bräunliche Färbung und ist basal schwärzlich gefärbt. Er ist etwa eineinhalb Mal länger als der Kopf. Das Mesonotum ist schwarz, die Schulterbeulen stechen gelb hervor. An den Seiten des Thorax sind Schillerstriemen erkennbar. Der Hinterleib der Männchen ist überwiegend gelb gefärbt und hat auf jedem Segment am Vorderrand eine feine schwarze Binde. Der Hinterleib der Weibchen ist überwiegend schwarz und trägt gelbe Binden. Ihre Theka ist sehr klein, schwarz gefärbt und anliegend. Die Schenkel (Femora) der mittleren und hinteren Beine der Männchen sind braunschwarz gefärbt und verdickt, beim Weibchen sind sie überwiegend schwarz.

## Vorkommen und Lebensweise
Die Tiere sind in Europa und Nordafrika verbreitet. Sie sind in Mitteleuropa selten und nur lokal häufig. Sie leben auf offenem Gelände wie Wiesen und Wegrändern und bevorzugen trockene Lebensräume wie Trockenrasen. Sie fliegen von Juli bis September mit dem Maximum im August. Man findet sie an Acker-Kratzdisteln, Dost und anderen Blüten.